# Влахо Орепич
Влахо Орепич (хорв. Vlaho Orepić; нар. 16 листопада 1968, Плоче) — хорватський військовик, міністр внутрішніх справ Хорватії у двох правоцентристських урядах: Тихомира Орешковича з 22 січня до 19 жовтня 2016 та Андрея Пленковича з 19 жовтня 2016 до 27 квітня 2017.

## Життєпис
Закінчив командно-штабне училище ім. Блага Задра в Загребі за напрямом «Морська навігація» та Військово-морську академію у Спліті за фахом «Інженер-механік». На мореплавному факультеті у Дубровнику отримав диплом інженера морських перевезень за напрямом «Мореплавство», на фізкультурному факультеті Загребського університету одержав диплом старшого спортивного тренера з фітнесу. Випускник Олімпійської академії Хорватського олімпійського комітету з міжнародно визнаним дипломом тренера карате. 
Був добровольцем війни Хорватії за незалежність. 1991 року став командиром 1-ї роти морської піхоти. Того самого року був командиром батальйону самооборони Плоче та командиром резервістів громади Плоче. 1993 року став начальником Штабу з оперативних завдань та оперативним офіцером Оперативної групи Сінь. 1995 року служив оперативним офіцером командування Південного фронту. Брав участь в операціях «Зима '94», «Стрибок 1» і «Стрибок 2», ««Літо '95», «Буря» і «Містраль». Окрім військових медалей і численних подяк від командування, нагороджений пістолетом від начальника Генерального штабу Збройних сил Хорватії генерала армії Янка Бобетка. 
Після закінчення війни в середині 1996 року працював у структурі військово-морських сил, зокрема керівником оперативного відділу штабу. Згодом став командиром військово-морської бази «Південь». У липні 2014 пішов у відставку за власним бажанням. 
Голова Об'єднання спортивних товариств міста Плоче, також входить до керівництва спортивного відомства Дубровницько-Неретванської жупанії.
Громадськості відомий своєю багаторічною боротьбою проти побудови ТЕС у Плоче.
На позачергових виборах 2016 виборов мандат депутата хорватського парламенту.
Володіє англійською мовою.